# Bayard-sur-Marne
 Bayard-sur-Marne  es una comuna y población de Francia, en la región de Champaña-Ardenas, departamento de Alto Marne, en el distrito de Saint-Dizier y cantón de Chevillon.
Su población en el censo de 1999 era de 1.518 habitantes. Hay en la comuna dos comunas asociadas: Gourzon (606 hab.) y Prez-sur-Marne (186 hab.).
Está integrada en la Communauté de communes de la Vallée de la Marne.

## Demografía
| 1413 | 1788 | 1640 | 1497 | 1622 | 1518 |
| Para los censos de 1962 a 1999 la población legal corresponde a la población sin duplicidades (Fuente: INSEE [Consultar]) |      |      |      |      |      |